# Потапова, Майя Марковна
Ма́йя Ма́рковна Пота́пова (24 декабря 1923, Москва — 22 ноября 2007, Киев) — советский и украинский культуролог, библиофил, заведующая Отделом искусств киевской Публичной библиотеки им. Леси Украинки (1977—2005). Основатель первого на Украине Клуба любителей литературы и искусства «Экслибрис» и его бессменный руководитель, владелица коллекции более 10 тысяч экслибрисов (из них 100 выполнены художниками лично для неё). Она, как описал Я. Бердичевский: «столь бескорыстно предана Книге и Экслибрису, столь же и постоянно „сеящая разумное, доброе, вечное“».

## Биография
Майя Марковна Гальперина родилась в Москве в 1923 году в семье художника Марка Гальперина, мать была библиотекарем. Родители были родом из Варшавы и в 1922 году приехали в СССР. Когда Майе было 14 лет (в 1937 году) отца арестовали. Решением «тройки» осудили на «10 лет без права переписки». Меньше чем через месяц его расстреляли (но Майя об этом узнала только много позже). В день расстрела отца была арестована и сослана в ссылку в Коми АССР и её мама, как жена «врага народа». Оставшись без родителей Майю и её сестру Юну отправили в детские дома (разные). Майя попала в переоборудованную под детдом тюрьму в городе Семенове (Горьковская область). В 1939 году Майю выселили из детского дома.
Пыталась пойти добровольцем на фронт, но её не взяли. Во время войны работала учительницей в деревне. В голодном 1943 году она получила посылку от матери. Майя стала писать письма, чтобы добиться справедливости: Крупской, Берии, и даже Сталину. От Сталина пришёл ответ, что дело перепроверяли, и приговор её отцу (который уже был расстрелян, но семья об этом ещё не знала) и матери был вынесен верно.
После шести лет ссылки в заполярном круге, в 1943 году, мать освободили из-за проблем со здоровьем. А после, дело прекратили «за отсутствием состава преступления» и затем маму оправдали. Отца тоже оправдали — посмертно. Переехали в Новошахтинск. После этого работала диктором и редактором радиовещания в городе Лудза (Латвия).
Впоследствии Мая Марковна организовала самодеятельный театр. Принимала участие в восстановлении Донбасса, работала в г. Шахты. После этого окончила институт и устроилась работать учительницей в школе.
С будущем мужем, братом другой учительницы, Галины Потаповой, Майя познакомилась по переписке. Они переписывались два года. А затем встретились и поженились. Муж — Алексей Потапов, артиллерист, инвалид войны, перенёсший 19 челюстных операций на то время был студентом пединститута. После женитьбы молодая семья поселилась в Киеве в бараке на бульваре Шевченко (на углу улицы Чкалова). Здесь родились дети. Имея двух детей Майя окончила Харьковский библиотечный институт. Со временем семья переехала на Корчеватое. Тогда Майя получила работу в библиотеке им. М. Вовчок. Здесь в 1963 году она образовала клуб «Экслибрис».
В 1977 году Майя Марковна была назначена заведующей отделом искусств, только созданного в библиотеке им. Леси Украинки (ул. Юрия Коцюбинского, 4). Вместе с ней клуб «Экслибрис» переезжает в новое помещение. Всю жизнь Майя Потапова посвятила клубу и работе в библиотеке.
Неоднократно выступала на телевидении и радио, в частности: 18 декабря 2003 года Майя Марковна приняла участие в передаче посвящённой 30-летию первого киевского КСП. 27 ноября 2004 года приняла участие в радиопередаче «РадиоРОКС „Украина“», вед. И. Труфанова.
22 ноября 2007 года Майя Потапова ушла из жизни. Перед смертью тяжело болела более двух лет. Похоронена на Лесном кладбище. Похороны прошли 24 ноября и на них присутствовало более ста человек. В газете Конгресса литераторов «Литература и жизнь» № 4 вышел некролог.

## Клуб «Экслибрис»
«Экслибрис», ты разбросан по планете,
Но собираешь нас, как Интернет,
На заседания клуба мы, как дети,
Спешим, чтобы расписаться в списке лет.
— Ефим Лещинский
История клуба берёт истоки из далёких 1950-х, когда в библиотеке № 2 Сталинского района Майя Марковна начала устраивать встречи с художниками и писателями. Здание было снесено, а библиотеку, которая носила имя Ленинского Комсомола перевели в Святошино. У самых истоков клуба были Самуил Каплан и Яков Бердичевский. Впоследствии встречи проводились в библиотеке имени Кирова на Сталинке. Затем Майя Марковна перешла в библиотеку имени Марко Вовчок в Корчеватом. Здесь встречи продолжились, а заодно и клуб получил своё название — «Экслибрис». Первый знак для клуба был сделан художником Владимиром Ильичём Масиком. Официальная дата основания клуба — 9 ноября 1963 года.
Здесь проходили вечера встреч с творческой интеллигенцией: поэтами, писателями, артистами театра, филармонии, бардами, художниками. К примеру, здесь была первая выставка Матвея Вайсберга. Среди тех, кто участвовал в клубе были: И. Ченцов, Д. Кимельфельд, В. Сергеев, С. Каплан, В. Каденко, А. Лемыш, С. Кац, Н. Редкина, А. Голубицкий, Л. Духовный, Б. Шлеймович, Л. Храпун, Л. Гельфанд… В Корчеватом клуб просуществовал в течение 14 лет.
В 1977 году, когда Майе Марковне предложили организовать Библиотеку искусств она согласилась только при условии забрать туда клуб, что и произошло. При переходе, с разрешения начальства, она взяла в новую библиотеку около 3500 книг по искусству и серию «Библиотека всемирной литературы». В 1980-м году в клубе выступал Вениамин Смехов. Встречи клуба сопровождались выставками книг.
По состоянию на 2000 год в клубе было проведено более 850 встреч. В архиве клуба, среди прочего, есть 870 регистрационных списков с росписями всех тех, кто присутствовал на каждой из встреч…
31 мая 2001 года в Институте иудаики прошла выставка «Экслибрисы». Еврейская тема в экслибрисе (Из коллекции Майи Марковны Потаповой).
История клуба сохранилась в сорока альбомах.

## Критика
Её неуемная энергия всегда заводит. Рядом с ней кипит жизнь. Я прихожу в библиотеку часто не столько за материалом, сколько просто пообщаться с ММ, зарядиться её энергией. Сегодня был момент: — Не влезай на стремянку — упадешь! — она восклицает категорически, и через несколько секунд, сама уже под потолком, достает с верхней полки стеллажа нужную мне книгу…И это в 80 лет!..
Анатолий Лемыш: 

Ноябрьский вечер в его биографии стал 850-м. И все эти годы во главе клуба стоит Майя Марковна Потапова, которая, собственно, с полным правом может сказать: «„Экслибрис“ — это я!». На встречах с поэтами и певцами, художниками и артистами побывали тысячи почитателей их талантов. На полках клуба хранятся сотни альбомов с фотографиями, стихами и посвящениями, оставленными в «Экслибрисе» его посетителями.
Дмитрий Кимельфельд: 

Из ЖЭКа клуб песни вытурили быстро — мы действительно сильно шумели. Приютила нас библиотека искусств им. Марко Вовчок, затерянная далеко на окраине. Её руководитель Майя Марковна Потапова стала нашим добрым ангелом-хранителем. Она сумела безалаберную нашу удаль направить в более спокойные и толковые рамки, но приручить так и не смогла. Часто наши вечера затягивались за полночь, мы расстилали спальные мешки и гоняли чаи до утра. В те времена авторскую песню и близко не подпускали к радио и телевидению, а в Украине — и подавно.

## Семья
- Отец — Марк Иосифович Гальперин, художник-макетчик (1897 — расстрелян 10 сентября 1937 г.).
- Мать — Ревекка (Регина) Львовна Лебенсольд-Гальперина (1897—1978), педагог дошкольного воспитания, библиотекарь.
- Сестра — Юна Марковна Потапова (19 марта 1931 г.).
- Муж — Алексей Федорович Потапов (1924—1986), артиллерист, инвалид войны.
- Сыновья:

- Александр Алексеевич Потапов (1948—2003).
- Анатолий Алексеевич Потапов (1951 г.р.), программист, начальник управления компьютерного обеспечения страховой компании «ГАРАНТ—АВТО».

- Жена Анатолия Алексеевича — Лидия Николаевна Потапова (1951 г.р.), программист, заместитель начальника отдела Киевского областного центра занятости.

## Интересные факты
- Майя Потапова была левша[1].

## Память
- 23 декабря 2007 года в Отделе искусств Публичной библиотеки им. Леси Украинки прошёл вечер памяти Майи Патаповой[3].
- В 2008 году издана книга "Дорогой мой «Экслибрис» (ответственная за выпуск Л. Н. Потапова), посвященная более чем 40-летней деятельности киевского клуба любителей литературы и искусства «Экслибрис». В декабре 2008 года в Отделе искусств Публичной библиотеки им. Леси Украинки состоялась презентация книги.
- 18 декабря 2010 года в Гриновской гостиной (детская библиотека № 15) прошёл вечер памяти Майи Потаповой и презентация книги "Дорогой мой «Экслибрис»[16].
- 24 декабря 2011 года в Гриновской гостиной (детская библиотека № 15) прошел творческий вечер приуроченный ко дню рождения основателя и бессменного руководителя «Экслибриса» Майи Марковны Потаповой[17].
- 22 декабря 2013 года в Отделе искусств Публичной библиотеки им. Леси Украинки прошёл вечер в честь 50-летия клуба любителей литературы и искусства «Экслибрис».